# Harry Nilsson/Diskografie
Diese Diskografie ist eine Übersicht über die musikalischen Werke des US-amerikanischen Rock-Sängers Harry Nilsson und seiner Pseudonyme wie Bo Pete, Johnny Niles, Foto-Fi Four und Nilsson. Den Schallplattenauszeichnungen zufolge hat er bisher mehr als 2,6 Millionen Tonträger verkauft, davon alleine in seiner Heimat über zwei Millionen. Seine erfolgreichste Veröffentlichung ist die Single Without You mit über 1,2 Millionen verkauften Einheiten.

## Alben

### Studioalben
| Jahr | Titel                                     | Höchstplatzierung, Gesamtwochen, AuszeichnungChartplatzierungen (Jahr, Titel, Platzierungen, Wochen, Auszeichnungen, Anmerkungen) | Höchstplatzierung, Gesamtwochen, AuszeichnungChartplatzierungen (Jahr, Titel, Platzierungen, Wochen, Auszeichnungen, Anmerkungen) | Höchstplatzierung, Gesamtwochen, AuszeichnungChartplatzierungen (Jahr, Titel, Platzierungen, Wochen, Auszeichnungen, Anmerkungen) | Anmerkungen                                                  |
| Jahr | Titel                                     | DE | UK | US | Anmerkungen                                                  |
| ---- | ----------------------------------------- | --- | --- | --- | ------------------------------------------------------------ |
| 1966 | Spotlight on Nilsson                      | — | — | — | Erstveröffentlichung: 1966                                   |
| 1967 | Pandemonium Shadow Show                   | — | — | — | Erstveröffentlichung: 1967                                   |
| 1968 | Aerial Ballet                             | — | — | — | Erstveröffentlichung: 1968                                   |
| 1969 | Harry                                     | — | — | US120 (15 Wo.)US | Erstveröffentlichung: 3. April 1969                          |
| 1970 | Nilsson Sings Newman                      | — | — | — | Erstveröffentlichung: 26. Januar 1970                        |
| 1971 | Nilsson Schmilsson                        | DE43 (4 Wo.)DE | UK4 (22 Wo.)UK | US3 Gold · (46 Wo.)US | Erstveröffentlichung: 20. November 1971                      |
| 1972 | Son of Schmilsson                         | — | UK41 (1 Wo.)UK | US12 Gold · (31 Wo.)US | Erstveröffentlichung: Juli 1972                              |
| 1973 | A Little Touch of Schmilsson in the Night | — | UK20 (19 Wo.)UK | US46 (17 Wo.)US | Erstveröffentlichung: Juni 1973                              |
| 1974 | Pussy Cats                                | — | — | US60 (12 Wo.)US | Erstveröffentlichung: 19. August 1974 Produzent: John Lennon |
| 1975 | Duit on Mon Dei                           | — | — | US141 (7 Wo.)US | Erstveröffentlichung: März 1975                              |
| 1976 | Sandman                                   | — | — | US111 (7 Wo.)US | Erstveröffentlichung: Januar 1976                            |
| 1976 | … That’s the Way It Is                    | — | — | US158 (6 Wo.)US | Erstveröffentlichung: Juni 1976                              |
| 1977 | Knnillssonn                               | — | — | US108 (10 Wo.)US | Erstveröffentlichung: Juli 1977                              |
| 1977 | Early Tymes                               | — | — | — | Erstveröffentlichung: 1977                                   |
| 1980 | Flash Harry                               | — | — | — | Erstveröffentlichung: 1980                                   |
| 2019 | Losst and Founnd                          | — | — | — | Erstveröffentlichung: 2019                                   |

### Kompilationen
| Jahr | Titel                     | Höchstplatzierung, Gesamtwochen, AuszeichnungChartplatzierungen (Jahr, Titel, Platzierungen, Wochen, Auszeichnungen, Anmerkungen) | Höchstplatzierung, Gesamtwochen, AuszeichnungChartplatzierungen (Jahr, Titel, Platzierungen, Wochen, Auszeichnungen, Anmerkungen) | Höchstplatzierung, Gesamtwochen, AuszeichnungChartplatzierungen (Jahr, Titel, Platzierungen, Wochen, Auszeichnungen, Anmerkungen) | Anmerkungen                                                                                             |
| Jahr | Titel                     | DE | UK | US | Anmerkungen                                                                                             |
| ---- | ------------------------- | --- | --- | --- | --- |
| 1971 | Aerial Pandemonium Ballet | — | — | US149 (3 Wo.)US | Zusammenstellung aus Pandemonium Shadow Show (1967) und Aerial Ballet (1968) Erstveröffentlichung: 1971 |
| 1978 | Nilsson – Greatest Hits   | — | — | US140 (5 Wo.)US | Erstveröffentlichung: 1978                                                                              |

Weitere Kompilationen
| - 1967: The True One - 1972: Songwriter - 1978: All-Time Greates Hits - 1978: The Collection - 1979: Harry and… (UK: Silber) - 1980: Everybody’s Talkin’: The Very Best of Harry Nilsson - 1982: All for Love - 1988: 16 Top Tracks - 1989: Everybodys Talkin’ & Other Hits - 1989: Harry Nilsson – All Time Greatest Hits - 1990: Without Her – Without You: The Very Best of Harry Nilsson, Vol. 1 - 1993: All the Best - 1995: Nilsson ’62: The Debut Sessions - 1995: Personal Best: The Harry Nilsson Anthology - 1997: As Time Goes By - 1998: Life Line: The Songs of Nilsson 1967-1971 - 1998: His Greatest Hits: Without You | - 1999: The Best of Nilsson - 1999: Early Times / Early Tymes - 2000: Harry / Nilsson Sings Newman - 2000: Legendary - 2000: Everybody’s Talkin’: The Very Best of Harry Nilsson - 2000: Pandemonium Shadow Show / Aerial Ballet / Aerial Pandemonium Ballet - 2000: Skidoo / The Point! - 2001: Hollywood Dreamer - 2002: That’s the Way It Is / Knnillssonn - 2002: The Master - 2002: Duit on Mon Dei / Sandman - 2003: Nilsson Schmilsson / Pussy Cats - 2004: Love Songs - 2006: Collections - 2007: One: The Best of Nilsson - 2010: Spotlight on Nilsson / Willard |

### Soundtracks
| Jahr | Titel          | Höchstplatzierung, Gesamtwochen, AuszeichnungChartplatzierungen (Jahr, Titel, Platzierungen, Wochen, Auszeichnungen, Anmerkungen) | Höchstplatzierung, Gesamtwochen, AuszeichnungChartplatzierungen (Jahr, Titel, Platzierungen, Wochen, Auszeichnungen, Anmerkungen) | Höchstplatzierung, Gesamtwochen, AuszeichnungChartplatzierungen (Jahr, Titel, Platzierungen, Wochen, Auszeichnungen, Anmerkungen) | Anmerkungen                |
| Jahr | Titel          | DE | UK | US | Anmerkungen                |
| ---- | -------------- | --- | --- | --- | -------------------------- |
| 1971 | The Point!     | — | UK46 (1 Wo.)UK | US25 (32 Wo.)US | Erstveröffentlichung: 1971 |
| 1974 | Son of Dracula | — | — | US106 (9 Wo.)US | Erstveröffentlichung: 1974 |

Weitere Soundtracks
- 1968: Skidoo
- 1980: Popeye

## Singles
| Jahr | Titel Album                                               | Höchstplatzierung, Gesamtwochen, AuszeichnungChartplatzierungen (Jahr, Titel, Album, Platzierungen, Wochen, Auszeichnungen, Anmerkungen) | Höchstplatzierung, Gesamtwochen, AuszeichnungChartplatzierungen (Jahr, Titel, Album, Platzierungen, Wochen, Auszeichnungen, Anmerkungen) | Höchstplatzierung, Gesamtwochen, AuszeichnungChartplatzierungen (Jahr, Titel, Album, Platzierungen, Wochen, Auszeichnungen, Anmerkungen) | Anmerkungen                                                                             |
| Jahr | Titel Album                                               | DE | UK | US | Anmerkungen                                                                             |
| ---- | --------------------------------------------------------- | --- | --- | --- | --------------------------------------------------------------------------------------- |
| 1969 | Everybody’s Talkin’ Aerial Ballet                         | — | UK23 Gold · (15 Wo.)UK | US6 (12 Wo.)US | Erstveröffentlichung: 2. August 1969                                                    |
| 1969 | I Guess the Lord Must Be in New York City Harry           | — | — | US34 (7 Wo.)US | Erstveröffentlichung: 18. Oktober 1969                                                  |
| 1971 | Me and My Arrow The Point!                                | — | — | US34 (15 Wo.)US | Erstveröffentlichung: 6. März 1971                                                      |
| 1971 | Without You Nilsson Schmilsson                            | DE12 (25 Wo.)DE | UK1 Silber · (33 Wo.)UK | US1 Gold · (19 Wo.)US | Erstveröffentlichung: 4. Dezember 1971 1976 (#22) und 1994 (#47) in UK erneut platziert |
| 1972 | Jump into the Fire Nilsson Schmilsson                     | DE34 (2 Wo.)DE | — | US27 (9 Wo.)US | Erstveröffentlichung: 4. März 1972                                                      |
| 1972 | Coconut Nilsson Schmilsson                                | DE40 (2 Wo.)DE | UK42 (5 Wo.)UK | US8 (14 Wo.)US | Erstveröffentlichung: 27. Mai 1972                                                      |
| 1972 | Spaceman Son of Schmilsson                                | — | — | US23 (10 Wo.)US | Erstveröffentlichung: 2. September 1972                                                 |
| 1972 | Remember (Christmas) Son of Schmilsson                    | — | — | US53 (6 Wo.)US | Erstveröffentlichung: 9. Dezember 1972                                                  |
| 1973 | As Time Goes By A Little Touch of Schmilsson in the Night | — | — | US86 (5 Wo.)US | Erstveröffentlichung: 18. August 1973                                                   |
| 1974 | Daybreak Son of Dracula                                   | — | — | US39 (9 Wo.)US | Erstveröffentlichung: 30. März 1974                                                     |
| 1977 | All I Think About Is You Knnillssonn                      | — | UK43 (3 Wo.)UK | — | Erstveröffentlichung: 8. August 1977                                                    |

Weitere Singles
| - 1963: Donna I Understand / Wig Job, Mercury 72132 (als Johnny Niles) - 1964: Stand Up and Holler / Stand Up and Holler, Foto-Fi 107 (als Foto-Fi Four) - 1964: Baa Baa Blacksheep / Baa Baa Blacksheep Part 2, Crusader 103 (als Bo Pete), Lola 102 (als Harry Nilsson) - 1964: Do You Wanna (Have Some Fun) / Groovy Little Suzie, Try 501 (als Bo-Pete) - 1964: Sixteen Tons / I’m Gonna Lose My Mind, Tower 103 - 1965: You Can’t Take Your Love Away From Me / Born in Grenada, Tower 136 - 1965: The Path That Leads to Trouble / Good Times, Tower 165 (The New Salvation Singers Featuring Harry Nilsson) - 1966: She’s Yours / Growin’ Up, Tower 244 - 1967: Without Her - 1967: You Can’t Do That - 1967: River Deep – Mountain High - 1967: Good Old Desk - 1968: One - 1969: I Will Take You There - 1969: Good Times - 1969: Maybe - 1970: Waiting - 1970: Caroline | - 1970: Down to the Valley - 1972: You’re Breaking My Heart - 1972: Joy - 1974: Many Rivers to Cross - 1974: Subterranean Homesick Blues - 1974: Save the Last Dance for Me - 1974: Don’t Forget Me - 1975: A Love Like Yours (Don’t Come Knocking Everyday) (feat. Cher) - 1975: Kojak Columbo - 1976: Something True - 1976: Sail Away - 1976: Just One Look / Baby I’m Yours (Medley) (feat. Lynda Laurence) - 1977: Who Done It? - 1977: Lean on Me - 1978: Ain’t It Kinda Wonderful - 1980: I Don’t Need You - 1980: Rain - 1982: With a Bullet - 1984: Loneliness |

## Produktionen
- Ringo Starr
  - 1972: Back Off Boogaloo
  - 1981: Drumming Is My Madness

## Autorenbeteiligungen
- Björn Skifs
  - 1972: Så ensam

- David Cassidy
  - 1975: This Could Be the Night

- Demis Roussos
  - 1979: The Wedding Song

- Mary Roos
  - 1974: Hamburg im Regen

- Ringo Starr
  - 1981: Drumming Is My Madness

- The Ronettes
  - 1965: Here I Sit
  - 1965: Paradise

- The Turtles
  - 1966: The Story of Rock & Roll

- The Yardbirds
  - 1967: Ten Little Indians

## Videoalben
- 1986: The Point!

## Boxsets
- 2009: Original Album Classics – Box Set
- 2013: The RCA Albums Collection – Box Set

## Statistik

### Chartauswertung
|                     | DE    | UK    | US     |
| ------------------- | ----- | ----- | ------ |
| Nummer-eins-Alben   | DE—DE | UK—UK | US—US  |
| Top-10-Alben        | DE—DE | UK1UK | US1US  |
| Alben in den Charts | DE1DE | UK4UK | US13US |

|                       | DE    | UK    | US     |
| --------------------- | ----- | ----- | ------ |
| Nummer-eins-Singles   | DE—DE | UK1UK | US1US  |
| Top-10-Singles        | DE—DE | UK1UK | US3US  |
| Singles in den Charts | DE3DE | UK4UK | US10US |

### Auszeichnungen für Musikverkäufe
Anmerkung: Auszeichnungen in Ländern aus den Charttabellen bzw. Chartboxen sind in ebendiesen zu finden.
| Land/RegionAuszeichnungen für Musikverkäufe (Land/Region, Auszeichnungen, Verkäufe, Quellen) | Silber     | Gold     | Platin | Verkäufe  | Quellen   |
| -------------------------------------------------------------------------------------------- | ---------- | -------- | ------ | --------- | --------- |
| Vereinigte Staaten (RIAA)                                                                    | —          | 3× Gold3 | —      | 2.000.000 | riaa.com  |
| Vereinigtes Königreich (BPI)                                                                 | 2× Silber2 | Gold1    | —      | 660.000   | bpi.co.uk |
| Insgesamt                                                                                    | 2× Silber2 | 4× Gold4 | —      |           |           |